# ديديم أكن
ديديم أكن (بالتركية: Didem Akın)‏ مواليد 1 مايو 1971 في أنقرة، هي مدربة كرة سلة تركية ولاعبة معتزلة. بدأت مسيرتها الاحترافية في سنة 1985. اعتزلت اللعب في 2002.

## المسيرة الاحترافية
لعبت مع نادي جامعة إسطنبول التقنية لكرة السلة من سنة 1985 إلى 1990، ثم لعبت مع نادي غلطة سراي لكرة السلة للسيدات من سنة 1993 إلى 1998، ثم لعبت مع نادي فنربخشة لكرة السلة للسيدات من سنة 1998 إلى 2002.